# M·古拉
M.古拉（羅馬化：Mu.Kulacēkaraṉ；1957年8月10日—），马来西亚政治人物、律师，為现任马来西亚首相署（法律及体制改革事务）副部长、霹雳州怡保西区国会议员，以及希望联盟印裔代表副主席，他时常提出许多印度人社区的问题。

## 个人背景
古拉在霹雳州曼绒县红土坎出生，他的家族以割胶维生。他和家人也需照顾家畜，放学后需要帮忙清理装牛乳的容器。 1982年他被伦敦的林肯律師學院录取为大律師。

## 政治生涯
1997年的补选中首次当选为霹雳州安顺国会议员。1999年马来西亚大选中，他代表行动党竞选怡保西区，最终落败。2004年马来西亚大选中，他以微差的票数险胜国阵候选人。随后，他自2008年至今继续蝉联该选区。2018年马来西亚大选中，希望联盟获胜成为执政联盟，古拉便于5月21日在国家皇宫内宣誓为人力资源部部长，前任部长为利察烈。
2023年12月12日，担任马来西亚首相署（法律及体制改革事务）副部长，取代蓝卡巴星。

## 争议事件
2007年，古拉因不服从议长指示而被停职4天。
2008年，古拉被巫统巴西沙叻国会议员达祖丁称为“混蛋”，并指控他被印度选民憎恨。

### 马来人至上
2009年12月，古拉质疑“马来人至上”、“新经济政策”和“马来西亚下议院对非马来人的歧视”引发了争议：马来西亚联邦宪法中第153条并没有阐明马来人至上的概念。2009年12月5日，霹雳马来民族主义者（GMP）主席拿督斯里莫哈末依斯迈博士向怡保行动党办公室提呈抗议备忘录 。

### 印度人权
古拉也是一名淡米尔族印度人，曾提出了许多马来西亚印度人社区所面对的的问题，并声称“印度人被视为三等公民”，他也批评部分印度庙被拆除的课题。他也对斯里兰卡的淡米尔人课题表示关注。

### 马来人是外来者
2018年7月27日，《马来前锋报》报导古拉在演讲中指称马来人是“外来者”，而印度人才是马来亚的原住民，遭到古拉的否认并批评《前锋报》蓄意曲解他的谈话以便制造族群紧张。《MyNewsHub》网站也有上载古拉的演讲影片，该演讲是以淡米尔语发言，影片中古拉说到“他们是外来者”时，并没提到“他们”是谁。为了防止事件进一步恶化，他道歉并收回言论且坚称他的言论被曲解了。

### 探讨引进非洲外劳
2019年6月28日，古拉在金马仑和当地的园主及农民展开对话会后说，随着越南及印尼的经济起飞，这两国的最低工资已逼近马来西亚的最低工资，造成越南及印尼人不愿再到马来西亚工作，他说，这种情况势将造成国内劳力短缺：“目前，人资部正在探讨从非洲引进人力到马来西亚工作的可能性。”。6月29日，时任首相马哈迪·莫哈末在浮罗交怡出席其选区门户开放活动时说，本身并不赞成这样的举动：“我们还没决定，这只是个建议而已，但我想，马来西亚有这么多人，并不需要引进外国人。”。6月30日，古拉指出，随着马哈迪已表态，马来西亚没有必要引进非洲劳工来填补国内种植业劳动市场的短缺，这项建议也因而作罢：“正如首相表示，没有必要引进非洲劳工，因此我将通知种植园主，有关引进非洲外劳的建议会撤销。”。

## 选举成绩
| 年份 | 选区               | 候选人 | 候选人                | 得票数 | 得票率 | 竞选对手             | 竞选对手           | 得票数 | 得票率 | 总票数 | 多数票 | 投票率 |
| ---- | ------------------ | ------ | --------------------- | ------ | ------ | -------------------- | ------------------ | ------ | ------ | ------ | ------ | ------ |
| 1997 | 霹靂 P073 安顺     |        | M. 古拉（民主行动党） | 15,007 | 55.38% |                      | 朱树濯（民政党）   | 12,091 | 44.62% | 27,639 | 2,916  | 53.67% |
| 1999 | 霹靂 P062 怡保西区 |        | M. 古拉（民主行动党） | 21,477 | 45.84% |                      | 何掌醒（马华公会） | 25,155 | 53.70% | 48,696 | 3,678  | 68.24% |
| 1999 | 霹靂 P062 怡保西区 |        | M. 古拉（民主行动党） | 21,477 | 45.84% | 贾嘎纳坦（人民党）   | 215                | 0.46%  |        | 48,696 | 3,678  | 68.24% |
| 2004 | 霹靂 P065 怡保西区 |        | M. 古拉（民主行动党） | 22,935 | 50.66% |                      | 何掌醒（马华公会） | 22,337 | 49.34% | 46,768 | 598    | 68.38% |
| 2008 | 霹靂 P065 怡保西区 |        | M. 古拉（民主行动党） | 32,576 | 65.65% |                      | 易沛鸿（马华公会） | 17,042 | 34.35% | 50,641 | 15,534 | 72.58% |
| 2013 | 霹靂 P065 怡保西区 |        | M. 古拉（民主行动党） | 45,420 | 73.21% |                      | 钟伟义（马华公会） | 16,382 | 26.41% | 63,074 | 29,038 | 81.11% |
| 2013 | 霹靂 P065 怡保西区 |        | M. 古拉（民主行动党） | 45,420 | 73.21% | 卡圭星（独立人士）   | 235                | 0.38%  |        | 63,074 | 29,038 | 81.11% |
| 2018 | 霹靂 P065 怡保西区 |        | M. 古拉（民主行动党） | 55,613 | 83.78% |                      | 钟伟义（马华公会） | 9,889  | 16.22% | 66,380 | 45,724 | 78.21% |
| 2022 | 霹靂 P065 怡保西区 |        | M. 古拉（民主行动党） | 63,915 | 81.57% |                      | 刘国南（马华公会） | 7,248  | 9.25%  | 79,312 | 56,667 | 69.20% |
| 2022 | 霹靂 P065 怡保西区 |        | M. 古拉（民主行动党） | 63,915 | 81.57% | 植旷荣（民政党）     | 6,815              | 8.70%  |        | 79,312 | 56,667 | 69.20% |
| 2022 | 霹靂 P065 怡保西区 |        | M. 古拉（民主行动党） | 63,915 | 81.57% | M.卡维斯（独立人士） | 378                | 0.48%  |        | 79,312 | 56,667 | 69.20% |